# Aphanotrigonum scabrum
Aphanotrigonum scabrum är en tvåvingeart som först beskrevs av Aldrich 1918.  Aphanotrigonum scabrum ingår i släktet Aphanotrigonum och familjen fritflugor. Inga underarter finns listade i Catalogue of Life.